# Odulphuslyceum
Het Odulphuslyceum (voorheen St. Odulphuslyceum) is een katholieke middelbare school voor havo en vwo aan de Noordhoekring in Tilburg (in wijk Noordhoek, stadsdeel Oud-Zuid). De school is vernoemd naar de uit Oirschot afkomstige heilige Odulfus, 'apostel der Friezen'.
De school telt ongeveer 1500 leerlingen (schooljaar 2023-2024). Er werken circa 190 personeelsleden. Er zijn twee gymnastiekzalen en een veld om buiten te sporten. De school is verdeeld in 4 afdelingen: havo, gymnasium (met Grieks en/of Latijn), atheneum en gymnasium plus (met Grieks, Latijn en Chinees, maar alleen in de eerste en tweede klas). 

## Historie
Het Sint Odulphuslyceum begon in september 1899 als pro-gymnasium op instigatie van priester Piet de Brouwer (pater Respicius). Formeel was de eerste rector pater-superior De Beer, overste van de Fraters van Tilburg. Pater Hadrianus Zweers was zijn conrector. Het organisatorisch werk kwam echter neer op de schouders van De Brouwer, die dan ook in mei 1900 als rector werd aangesteld. De eerste tien jongens kregen in hun opleiding de vakken Grieks, Latijn, Nederlands, moderne vreemde talen, wiskunde, geschiedenis en aardrijkskunde.
In 1912 werd de school een erkend gymnasium. Het was vervolgens een tijd lang het enige katholieke jongensgymnasium van het land.
Door uitbreiding met een afdeling HBS in 1917 kon de school zich voortaan lyceum noemen.
In 1930 verrees het huidige gebouw aan de Noordhoekring, ontworpen door de Tilburgse architect Jan van der Valk. In 1962 werd er een nieuwe verdieping op het gebouw geplaatst en in 1996 werd er nog een vleugel aangebouwd.
Vanaf 1938 verschijnt de schoolkrant Pit (later De Pit).
In 1953 sloot het Odulphuslyceum zich aan bij de vereniging Ons Middelbaar Onderwijs (OMO).
Vanaf 1969 - met de invoering van de Mammoetwet - worden meisjes toegelaten op het Odulphus.
In 2012 startte een grootscheepse modernisering van de schoolgebouwen, die pas in 2016 was afgerond. Ondertussen werd het "Sint" in de naam van de school geschrapt.
In 2014 verhuisde de havo-afdeling naar het gebouw van de voormalige textielschool tegenover het hoofdgebouw. Dit gebouw, ontworpen door de Tilburgse architect Frans de Beer, stamt net als het hoofdgebouw uit 1930.

## Bekende oud-leerlingen

### A
- Joannes Aerts (1880-1942), Nederlands missiebisschop, door de Japanners vermoord tijdens de Tweede Wereldoorlog in Nederlands-Indië
- Marius van Amelsvoort (1930-2006), in de periode 1969-1994 lid Tweede Kamer, lid Eerste Kamer, staatssecretaris, lid Europees Parlement
- Gerard Appels (1901-1964), in de periode 1945-1954 wethouder van Onderwijs in Tilburg, die begin jaren 50 ijverde voor meer tentoonstellingsruimten in de gemeente, wat leidde tot de oprichting van een textielmuseum

### B

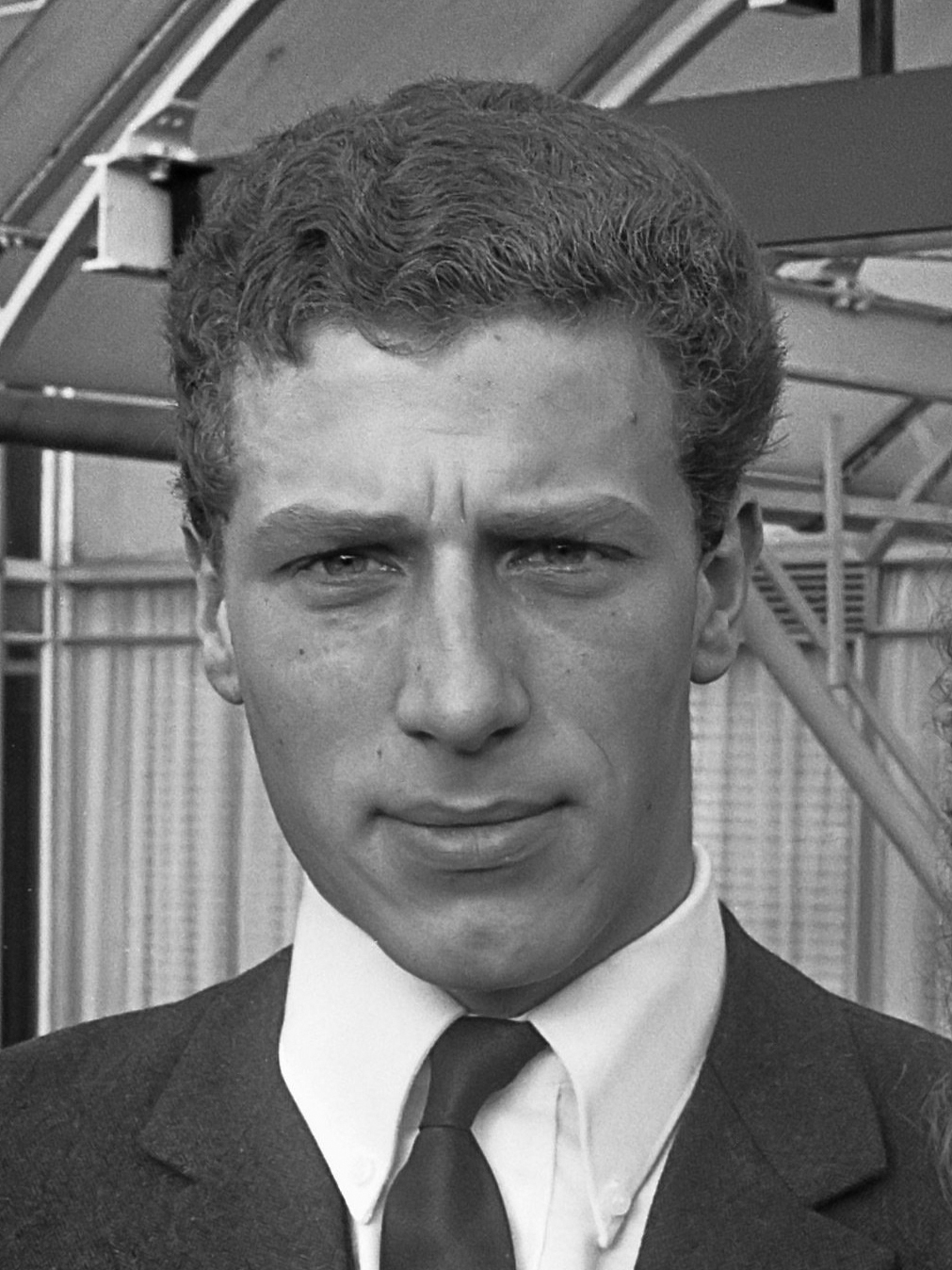
Ben de Brouwer (1968)

- Jos Baeten (1954), hoogleraar informatica Technische Universiteit Eindhoven, algemeen directeur van het Centrum Wiskunde & Informatica (CWI) in Amsterdam
- Anouke Bakx, bijzonder hoogleraar Begaafdheid Radboud Universiteit, lector Goed leraarschap, goed leiderschap aan de Fontys Hogescholen
- Jos. Bedaux (1910-1989), architect
- Fons Beijer (1998), filmcomponist o.a. De slet van 6vwo
- Nandi van Beurden (1991), musicalactrice
- Gérard van Blerk (1924-1997), pianist, hoofdvakleraar piano aan het Koninklijk Conservatorium (Den Haag)
- Eduard Bloemen (1893-1962), in de periode 1934-1959 burgemeester van Helvoirt
- Niels Bonenkamp (1969), wethouder te Landsmeer
- Wim Boost (1918-2005), cartoonist
- prof.dr. D.W.G.A. (Dirk) Broeders (1969), risk manager bij De Nederlandsche Bank, bijzonder hoogleraar ‘Pension Finance and Regulation’, Maastricht University
- Ben de Brouwer (1948-1996), honkballer, directeur KNBSB

### D
- Oliver Daemen (2002), in 2021 jongste ruimtetoerist in de Blue Origin NS-16
- dr. Marijn Dekkers (1957), CEO Bayer (2010-2016)
- A.G. (Adriaan) Delen (1895-1967), burgemeester van Eibergen (1936-1946), burgemeester van Gendringen (1946-1957)
- Frits Diepen (1915-1974), Nederlands luchtvaartpionier en -industrieel, onder andere president Fokker (1970-1972)
- Joep Dohmen (1949), hoogleraar filosofie[7]
- Stan Donders van Eyck (1902-1987), dirigent, onder andere van het Tilburgs Stedelijk Orkest en de Philips Orkestvereeniging, componist, auteur van Beknopte muziekgeschiedenis: In vraag en antwoord
- Wil van Dusseldorp (1936), fotograaf, galeriehouder

### E
- Anton (ook: Toon) Eijkens (1920-2012), onder meer schrijver en dichter, redacteur Brabantia Nostra
- Joep Eijkens (1950), publicist en fotograaf
- Manus Evers (1903-1981), beeldhouwer

### F
- Ferdinand Fiévez (1920-1991), lid Tweede Kamer (1965-1975), burgemeester van Loon op Zand (1975-1985)
- Ferrie Förster (1987), gemeenteraadslid en wethouder Delft (2010-2011, 2014-2018), secretaris Economic Board Zuid-Holland (vanaf 2022)

### G

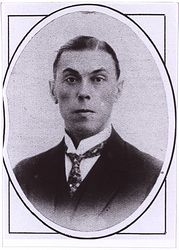
Emilius Gimbrère

- mr. E.G.J. (Emilius) Gimbrère (1891-1949), hoogleraar, onder meer rector magnificus Roomsch-katholieke Handelshogeschool
- drs. Henk de Greef (1940), oud-voorzitter College van Bestuur Hogeschool van Utrecht
- dr. M.P.A.M. (Michel) de Grood (1915-1995), chirurg, grondlegger van de grootste neurochirurgische praktijk van Nederland

### H
- Jo Hendriks (1923-2001), onder andere staatssecretaris van Volksgezondheid en Milieuhygiëne (1973-1977); in de periode 1978-1991 bestuurder bij de KRO, het Academisch Ziekenhuis Leiden en voorgangers van de Raad voor Volksgezondheid en Samenleving
- Ruud Hessing (1959), lid Eerste Kamer (1995-2003), wethouder van verkeer, onderwijs, cultuur en recreatie van Leiden (2003-2006)
- Arnold Heumakers (1950), onder meer literair criticus voor de Volkskrant en het NRC, essayist, docent geschiedenis, docent culturele studies/algemene cultuurwetenschappen
- Luc. van Hoek (1910-1991), beeldend kunstenaar

### I
- Joost van Iersel (1940), lid Tweede Kamer (1979-1994), voorzitter Kamer van Koophandel en Fabrieken voor ’s-Gravenhage (1992-2002)

### J
- Francine van der Jagt, onder meer wethouder gemeente Pijnacker-Nootdorp (2010-2012), strategisch adviseur Sociaal domein bij de gemeente Zoetermeer (vanaf 2021)
- dr. P.G.M.J. Janssens (1903-1987), in de periode 1931-1968 docent en rector van het Stedelijk Gymnasium Maastricht; naar hem is de Dr. P.G.M.J. Janssens Stichting (kunst en cultuur) genoemd

### K
- Kees van Kalmthout (1948-1991), dichter en kunstenaar
- dr. Th.G.J.W. (Thom) Kerstiëns (1927), secretaris-generaal van Pax Romana, algemeen secretaris van de internationale werkgeversorganisatie UNIAPAC
- Ton Kessels (1942), emeritus hoogleraar Griekse taal- en letterkunde
- Jan Kluytmans (1962), hoogleraar klinische microbiologie, voormalig lid Outbreak Management Team

### L
- dr. Esther van Leijsen, senior onderzoeker bij de Algemene Rekenkamer
- Angelique Lombarts Ph.D., professor (lector) Hospitality, Happiness & Care bij Hotelschool Den Haag
- Yvonne Lommen, onder meer rector Willibrord Gymnasium Deurne,  medewerker Onderwijs Stichting het Zelfstandig Gymnasium

### M
- Johnny Majoie (1910-1974), journalist, publiceerde ook onder de pseudoniemen Voici en Jan Triborgh
- Hein Mandos (1907-1978), mede-oprichter van de Heemkundige Studiekring Kempenland, heeft veel publicaties op zijn naam staan, onder andere over Oost-Brabantse spreekwoorden
- mr. H.J.P. van de Meerendonk (1924-1993), directeur Stichting 1940-1945
- Arie Mens (1941-2024), in de periode 1972-1999 hoofd sectie Onderwijsresearch en directeur van het Instituut voor Toegepaste Sociale wetenschappen van de toenmalige Katholieke Universiteit Nijmegen
- K. Michel (1958), dichter
- Jesse Miltenburg (2003), influencer op Tiktok en Instagram[8]
- Joep de Mol (1995), veldhockeyspeler
- dr. Henk Moller Pillot (1936), hydrobioloog en ecoloog

### N
- Emmanuel Naaijkens (1954), onderwijsjournalist, hoofdredacteur Brabant Cultureel
- Zjef Naaijkens (1952), cultureel ondernemer, o.a. RK Veulpoepers BV
- Joep Naninck (1914-1995), dichter-journalist, van 1945 tot 1978 hoofdredacteur van het Brabants Dagblad
- Max Niematz, pseudoniem van Jan Hombergen (1942-2024), dichter en prozaschrijver[9]
- Uri Nooteboom (1903-1945), journalist, hoofdredacteur van de Gelderlander

### O
- Jan Oltheten (1923-1986), directeur-hoofdredacteur Nieuwsblad van het Zuiden
- Theo Oltheten (1917-1987), directeur Staatsdrukkerij en -uitgeverij
- Berry van Oudheusden (1961), toneelschrijver
- Tim Overdiek (1965), voormalig journalist, therapeutisch coach

### P
- Louis Pirenne (1924-2014), rijksarchivaris in de provincie Noord-Brabant[10]
- Eva Povel, directeur Instituut Verpleegkundige Studies, Hogeschool Utrecht

### R

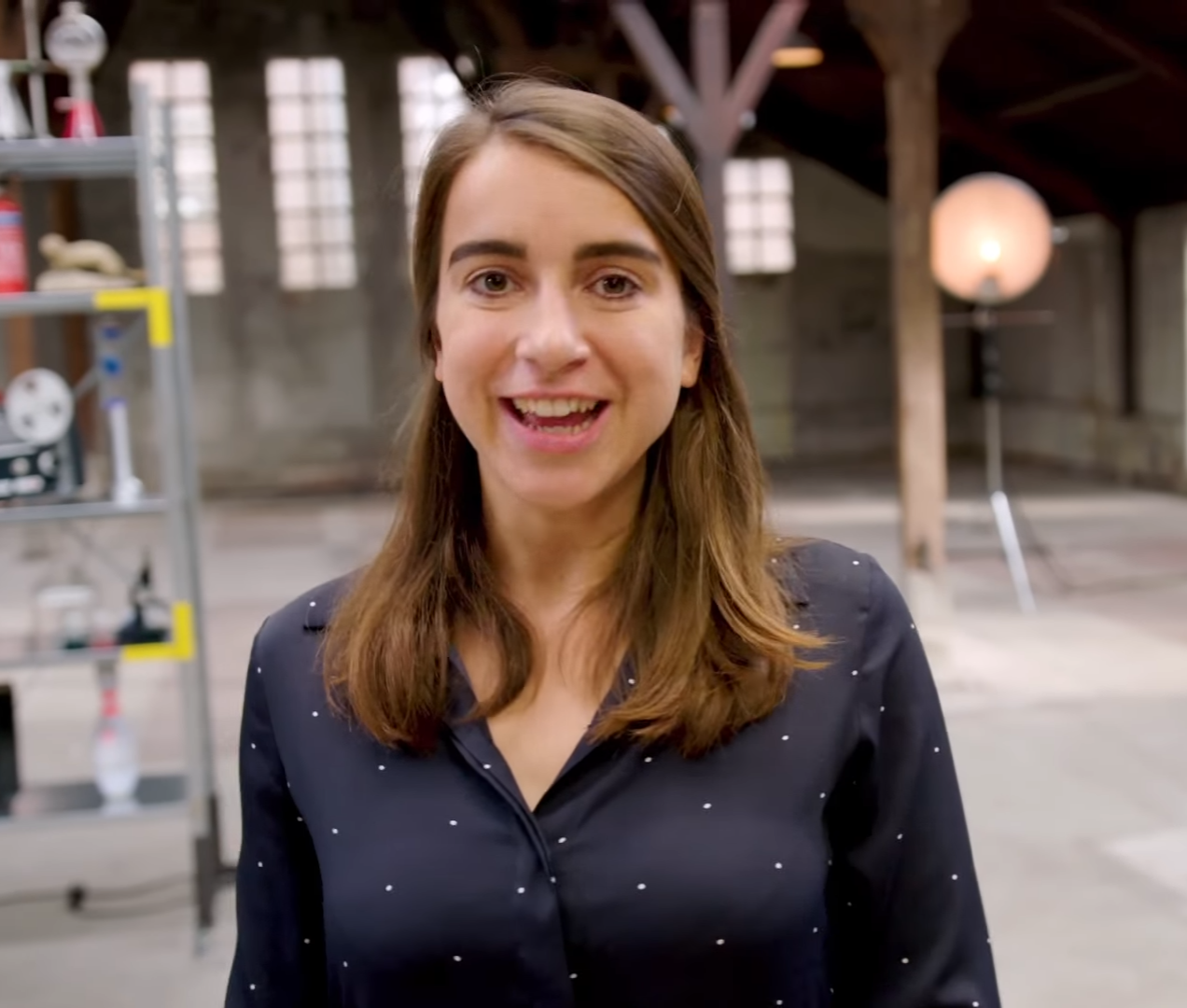
Eveline van Rijswijk (2017)

- Ronald van Raak (1969), politicus: lid  Eerste Kamer (2003-2006) en Tweede Kamer (2006-2021) voor de SP, hoogleraar Filosofie
- Renald Rats (1900-1979), beeldhouwer, schilder en tekenaar
- Eveline van Rijswijk (1988), programmamaker, presentator, theatermaker en wetenschapsjournalist
- Marc van Roosmalen (1947), primatoloog, werd in 2000 door Time Magazine uitgeroepen tot Held van de planeet
- Anton Roothaert (1896-1967), jurist en schrijver

### S
- Ed Schilders (1951), journalist en schrijver o.a. over de moord op Marietje Kessels
- Erskine Schoenmakers, keeperstrainer bij het Nederlands voetbalelftal vrouwen
- Jacques Schraven (1942), oud-voorzitter van VNO-NCW, voorzitter van de raad van commissarissen van Corus
- mr. dr. J.B. (Johan) Sens (1898-1990), (waarnemend) gemeentesecretaris Hillegom, Nijmegen en Heerlen (1926-1963), lid Tweede Kamer (1966-1967)
- Louis van Son (1922-1986), in de periode 1963-1972 lid Tweede Kamer, staatssecretaris van Economische Zaken
- B.J.M. (Barend) van Spaendonck (1896-1967), actief in diverse werkgeversorganisaties, was nauw betrokken bij de oprichting van de Roomsch Katholieke Handelshoogeschool, werd tot de "Tweehonderd van Mertens" gerekend
- Mai Spijkers (1955), uitgever
- Gerard Steijns (1942), gemeentearchivaris van Tilburg
- Berry Stok (1941-2022), fractievoorzitter VVD gemeenteraad Tilburg, directeur van de Tilburgsche Waterleiding Maatschappij[11]
- Theo Swagemakers (1898-1994), schilder, tekenaar, aquarellist, lid van de Raad voor de Kunst
- Harrie de Swart (1944), hoogleraar Logica en taalanalyse, oud-gemeenteraadslid Tilburg
- Jos Sweens (1900-1972), burgemeester van Gilze-Rijen (1933-1941), van Dongen (1941-1955) en van Helmond (1955-1965), in de periode 1937-1948 lid Tweede Kamer

### T
- Ruud Ter Meulen (1952), emeritus hoogleraar Ethics in Medicine
- prof.dr. H.A.W.M. (Harmen) Tiddens (1923-2002), arts, decaan en mede-oprichter en eerste rector magnificus van de Universiteit Maastricht
- Peter Toonen (1958), schrijver, spreker en kenner van de Maya's

### U
- Johan van Uffelen (1954), onder meer oud-hoofdredacteur van BN DeStem

### V
- dr. F.J.H.M. (Frans) van der Ven (1907-1999), hoogleraar sociaal recht, als dichter bekend onder het pseudoniem Frank Valkenier
- mr. Willebrordus Verhoeven (1910-1970), burgemeester van Udenhout
- Albert Verschuuren (1887-1953), beeldend kunstenaar
- Luc Verschuuren (1950), striptekenaar (Kees Kruik, Tonko)
- Ad Vingerhoets (1953), emeritus hoogleraar klinische gezondheidspsychologie Universiteit van Tilburg
- Berend-Jan van Voorst tot Voorst (1944-2023), staatssecretaris, commissaris van de Koningin

### W
- dr. H.A. Weijers (1914-1972), hoogleraar Kindergeneeskunde Universiteit Utrecht (1962-1972)
- Marion van de Wiel, illustrator, karikaturist
- F.H.C. van Wijck (1901-1970), in de periode 1945-1965 wethouder sociale zaken, financiën, belastingen, gemeentebedrijven van Amsterdam
- Eric Wilborts (1964), voormalig tennisser, hoogst genoteerde Tilburger in de Quote 500 van 2019[12]
- G.J.M. van den Wildenberg (1903-1950), burgemeester van Bakel
- Kees Willemen (1943), politiek tekenaar/cartoonist
- J.M. (Joan) Willems (1909-1974), lid Tweede Kamer (1946-1970), lid Gedeputeerde Staten van Noord-Brabant (1970-1974)
- Wilbert Willems (1946), lid Tweede Kamer (1981-1994), wethouder van cultuur, verkeer en milieu van Breda (2006-2012)
- dr. G.J. (Gerard) ter Woorst (1926-2002), lid Tweede Kamer (1967-1976), hoogleraar te Wageningen en Maastricht

### Z
- Hedwig Zeedijk (1971), journaliste
- Paul Zoontjens (1953), emeritus hoogleraar Onderwijsrecht

## Kunst in en om het gebouw
De opsomming is niet compleet.
- Reliëf De triomferende textielindustrie boven entree aan de Noordhoekring - Theo van Delft.
- Glas-in-loodramen in de hal – Toon Berg. De vijf ramen in art-deco-stijl stellen de “vijf elementen der cultuur” voor: cultus artium (aandacht voor kunst), cultus dei (aandacht voor god), cultus sui (aandacht voor zichzelf), cultus proximi (aandacht voor de naasten) en vera sapientia (ware wijsheid).

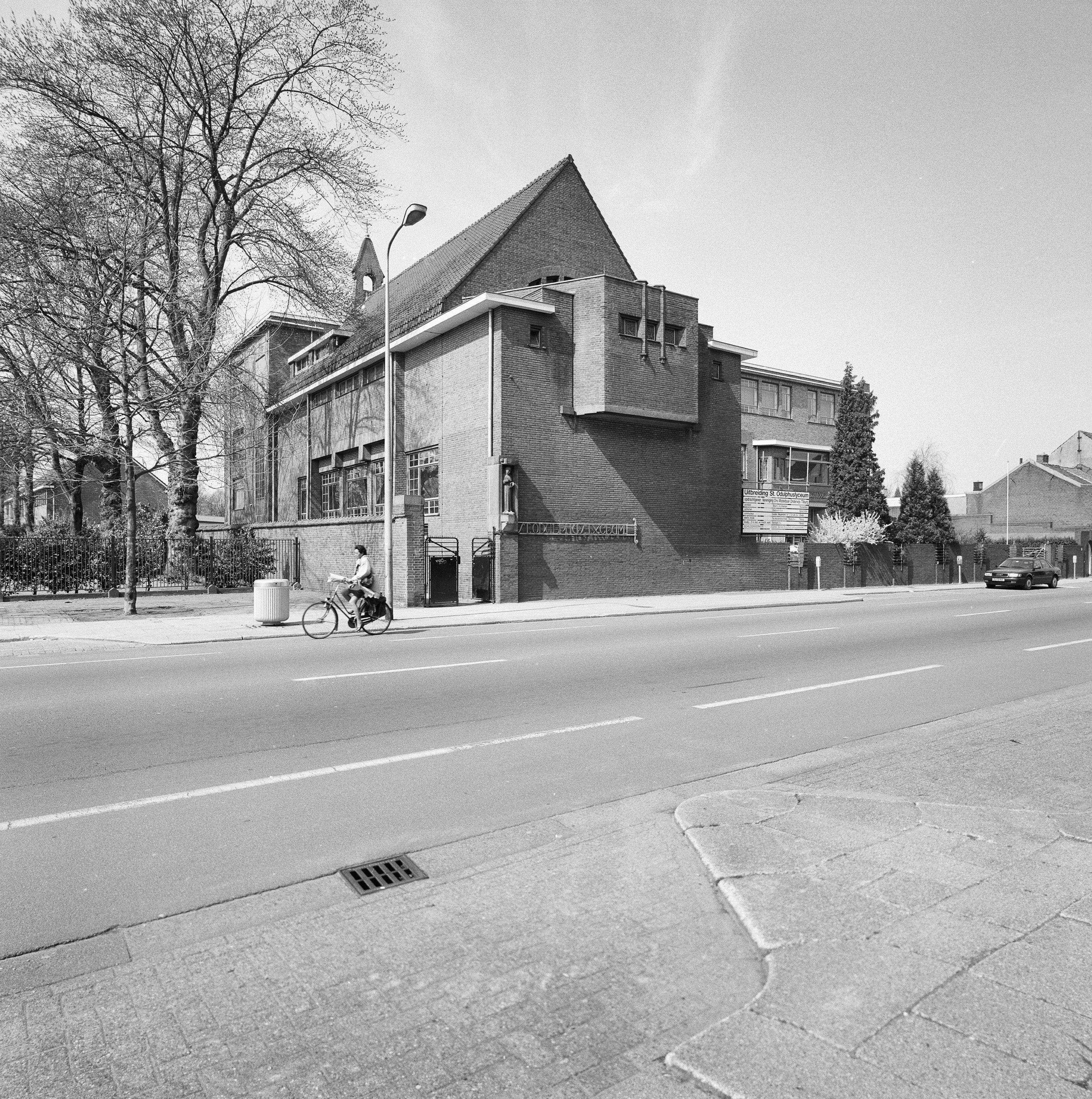
ingang met beeld van St. Odulphus en toenmalige kapel

- Beeld van St. Odulphus – oud-leerling Albert Verschuuren. Het beeld bevindt zich in de voorgevel van het schoolgebouw. Het werd door oud-leerlingen aangeboden bij de ingebruikname van het nieuwe gebouw in 1930.
- Gedenkraam – Piet Clijsen. Het glas-in-loodraam is onthuld bij het 50-jarig bestaan van de school in 1949. Op het raam staan de namen van de oud-leerlingen die zijn omgekomen tijdens de Tweede Wereldoorlog, de politionele acties op Java en Sumatra en de ISAF-operatie in Afghanistan. Opgenomen is de volgende tekst:

Zij bleven trouw aan God, aan vaderland, vorstinne
Zij stierven naar het lijf, maar leven naar de geest
En leren ons het hoogste ’t meest beminnen
- Geveldecoratie – Jan Dijker. De decoratie met als thema ‘sportbeoefening’ bevindt zich op de buitenmuur van het gymnastieklokaal dat in 1963 in gebruik is genomen. De toegepaste techniek is sgraffito.
- Glas-in-loodraam in de trappenhal van de tweede verdieping – Frans Smeets.